# Comuna Liskî, Mena
Liskî (în ucraineană Ліски) este o comună în raionul Mena, regiunea Cernihiv, Ucraina, formată din satele Cervoni Lukî, Liskî (reședința), Maiske și Maksakî.

## Demografie
Componența lingvistică a comunei Liskî
     Ucraineană (98,74%)
     Rusă (1,17%)
     Alte limbi (0,08%)
Conform recensământului din 2001, majoritatea populației comunei Liskî era vorbitoare de ucraineană (98,74%), existând în minoritate și vorbitori de rusă (1,17%).